# They killed sister Dorothy
They killed sister Dorothy – film dokumentalny z 2008 roku, opowiadający o morderstwie amerykańskiej zakonnicy Dorothy Stang. Siostra Dorothy została zastrzelona 12 lutego 2005 roku w miejscowości Anapu w stanie Pará w Amazonii, w Regionie Północnym Brazylii. Reżyserem filmu jest Daniel Junge, narratorem angielskiej wersji jest Martin Sheen, a portugalskiej Wagner Moura. 

## Streszczenie
12 lutego 2005 roku siostra Dorothy Stang, katolicka zakonnica pochodząca z Dayton w stanie Ohio w Stanach Zjednoczonych, została postrzelona sześć razy i pozostawiona na śmierć na jednej z lokalnych dróg w Amazonii. Siostra Dorothy była aktywną działaczką o prawa lokalnych mieszkańców, występowała również przeciwko niszczeniu amazońskiej przyrody. Film opowiada o przyczynach, które doprowadziły do zabójstwa oraz o procesie morderców, a także wpływowych zleceniodawców tej zbrodni.

## Nagrody
Źródło
| Rok  | Festiwal                            | Nagroda                                   | Wynik     |
| ---- | ----------------------------------- | ----------------------------------------- | --------- |
| 2008 | South by Southwest Film Festival    | Nagroda Publiczności Wielka Nagroda Jury  | Nagroda   |
| 2008 | Seattle International Film Festival | Nagroda Publiczności                      | Nominacja |
| 2008 | Chicago International Film Festival | Silver Hugo - Najlepszy film dokumentalny | Nagroda   |
| 2009 | Park City Film Music Festival       | Gold Medal for Excellence                 | Nagroda   |
| 2009 | Ashland Independent Film Festival   | Najlepszy film dokumentalny               | Nagroda   |
| 2009 | Boulder International Film Festival | Najlepszy film dokumentalny               | Nagroda   |
| 2009 | CINE Competition                    | CINE Golden Eagle                         | Nagroda   |
| 2010 | News & Documentary Emmy Awards      | Emmy                                      | Nominacja |